# Place Napoléon (Cherbourg-en-Cotentin)
Pour les articles homonymes, voir Place Napoléon.
La place Napoléon, anciennement place du Rempart et rebaptisée en 1840, est une place au cœur du centre-ville de Cherbourg-en-Cotentin. Elle se situe entre la place de la République, l'avenue de Cessart, la Plage verte et le quai de Caligny. Elle est notamment reconnaissable au Monument à Napoléon, conçu en 1858 par Armand Le Véel (1821-1905).

## Situation

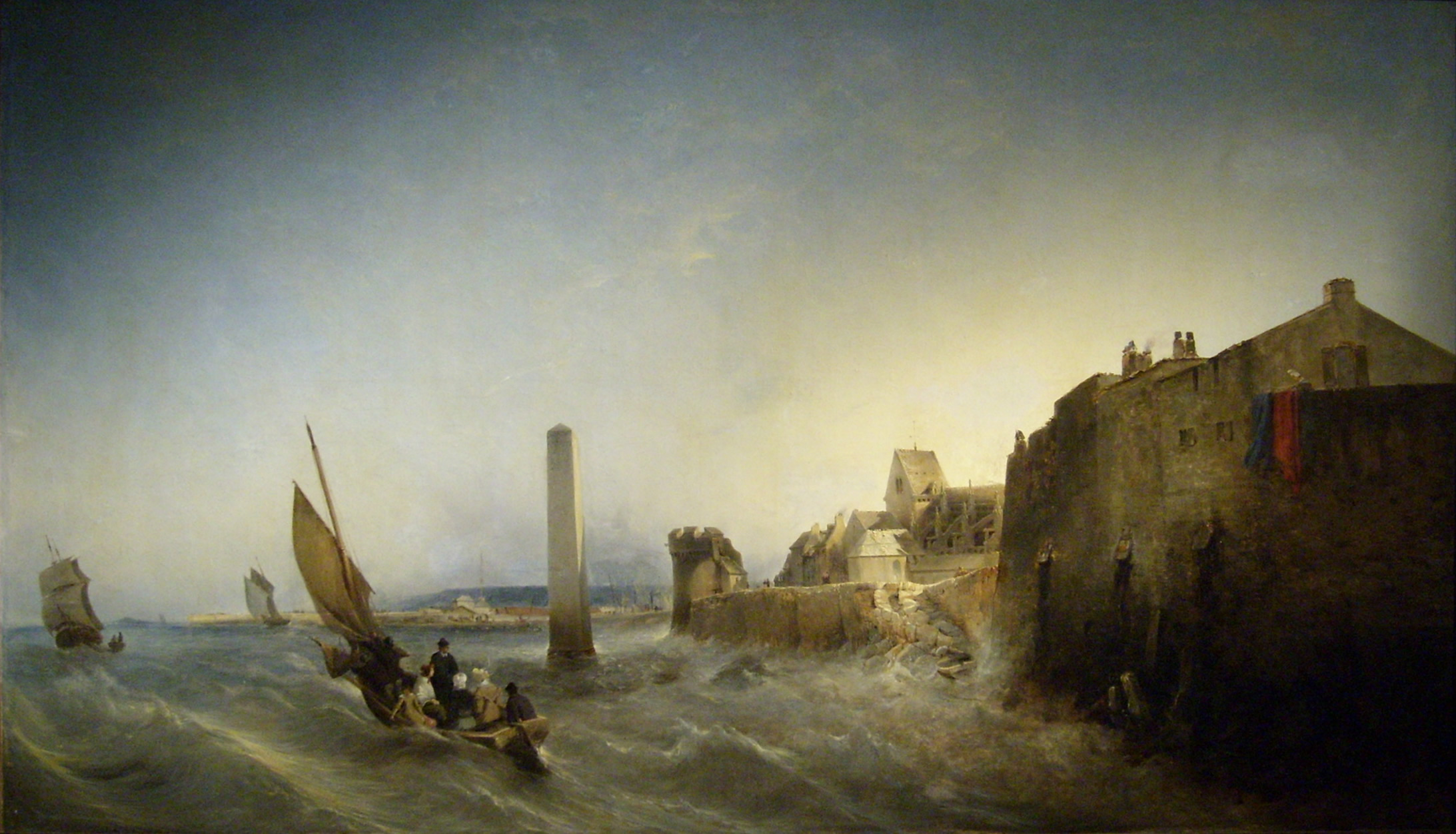
Jean-Louis Petit, Vue du quai Napoléon de Cherbourg en 1838, étude, Cherbourg, musée Thomas-Henry. Vue imaginaire de la place, le Monument au duc de Berry n'ayant jamais été sur la grève, et les textes anciens ne parlant pas de maisons sur le bord du quai.

La place Napoléon se trouve au carrefour de grands axes de l'agglomération, avec, vers l'avenue de Cessart, l'arsenal, et, vers la place de la République, le centre-ville et les rues piétonnes et, vers le quai de Caligny, l'est et le sud de Cherbourg. C'est pourquoi elle est parfois très fréquentée par les véhicules.
En marge des voies pour automobiles, la ville a créé un espace de détente fleuri et arboré, à l'image de la Plage verte qui se trouve derrière la place. Le lieu étant très fréquenté et la ville possédant quatre fleurs au concours des villes et villages fleuris, la place est devenue une vitrine du savoir-faire des équipes de la municipalité.

## Historique et dénomination
Le terrain est gagné sur la mer au XIXe siècle. Nommé place du Rempart sur le plan de la ville de 1833, elle est baptisée place Napoléon à l'occasion du transbordement des cendres de l'Empereur, dans la rade de Cherbourg, sur le vapeur La Normandie, le 8 décembre 1840. En 1858, elle se termine par le quai Napoléon, construit en granit et pavé sur une largeur de 10 mètres, en prolongement de la jetée de l'Ouest.

## LeMonument à Napoléon

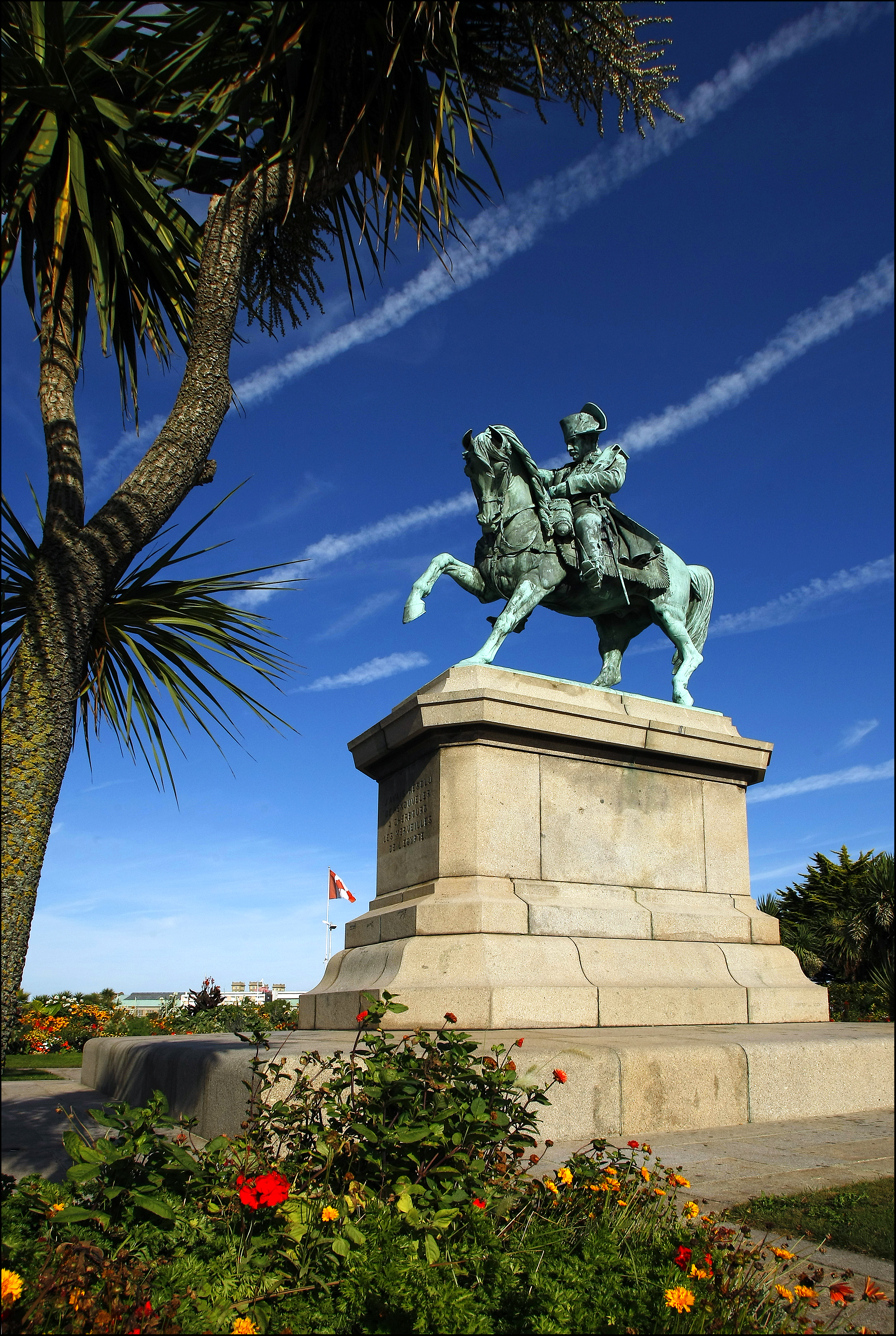
Armand Le Véel, Monument à Napoléon (1858).

Afin de rendre hommage à Napoléon Ier, à l'origine du port militaire de la ville, la municipalité choisit en 1855 Armand Le Véel afin d'ériger une statue équestre en bronze de l'empereur. Le monument est inauguré le 8 août 1858 à l'occasion de la présence sur plusieurs jours de Napoléon III et de l'impératrice Eugénie à Cherbourg, pour l'inauguration de la ligne Caen-Cherbourg, le lancement du Ville de Nantes, l'immersion du troisième bassin du port militaire et la visite de la reine Victoria. La cérémonie est peu au goût de l'empereur, qui engage alors un rapprochement diplomatique avec le Royaume-Uni; ce qui devait être le sacre officiel de Le Véel est donc rapidement expédié et le sculpteur n'est pas décoré de la Légion d'honneur, contrairement à ses espoirs et à ceux du maire Joseph Ludé.
La statue de 5 mètres de haut sur 5,5 mètres de large présente Napoléon Ier à cheval, désignant du bras droit le port militaire. Elle repose sur un socle en granit de Flamanville, haut de 4,7 m et large de 10 × 7,6 mètres. Est gravé sur le piédestal un extrait du Mémorial de Sainte-Hélène, daté du 15 juillet 1816 : « J'avais résolu de renouveler à Cherbourg les merveilles de l'Égypte ».
Jusqu'après l'Occupation, la statue est entourée d'une grille en fer, ornée de pilastres décorés de chiffres et surmontés de la couronne impériale ; cette grille était encore visible au début des années 1950 ; on voyait encore en 2001 dans le sol les traces des barreaux coupés. Un blockhaus datant de la Seconde Guerre mondiale était également visible à côté du monument : ce blockhaus a été enterré sur place, méthode courante pour faire disparaître ce type de constructions sans dégâts au voisinage.
Il est classé au titre des monuments historiques depuis le 24 juillet 2008.